# Miguel Araujo
Miguel Gianpierre Araujo Blanco (24 de outubro de 1995) é um futebolista peruano que joga pelo Alianza Lima

## Carreira
Foi convocado para defender a Seleção Peruana de Futebol na Copa do Mundo de 2018.